# Lucas Orbán
Lucas Alfonso Orbán (Buenos Aires, 1989. február 3. –) argentin labdarúgó, a Racing Club hátvédje.